# CS-210
La CS-210 (Carretera Secundària 210) és una carretera de la Xarxa de Carreteres d'Andorra, que comunica la CG-3, amb la Collada de Beixalís. Té el seu origen a Encamp, a la rotonda de confluència de l'Av. Príncep Benlloch amb el Cr. de La Molina, i la seva finalització al cap de la Collada de Beixalís, a la confluència amb la CS-310. També és anomenada Carretera de Vila i de Beixalís.
Segons la codificació de carreteres d'Andorra aquesta carretera correspon a una Carretera Secundària, és a dir, aquelles carreteres què comuniquen una Carretera General amb un poble o zona.
Aquesta carretera és d'ús local ja què només l'utilitzen los veïns de les poblacions que recorre.
La carretera té en total 7,2 quilòmetres de recorregut.

## Punts d'interès
- Església de Santa Eulàlia d'Encamp
- Església de Sant Marc i Santa Maria

## Històric d'obres[3]
- Adjudicació dels treballs d'execució de les obres de construcció de l'eixample i la rectificació de la CS-210 de Vila per un import de 756.876 euros (l'edicte no indica el termini d'execució). La fiança per els treballs d'execució de les obres de construcció de l'eixample i la rectificació de la CS-210 de Vila ha estat constituïda per un import inferior al 5% incomplint l'article 67 de la LCP.

## Recorregut[4]
- Collada de Beixalís (CS-310)
- Vila
- Encamp

| Tipus de Sortida | Direcció de la sortida | Carretera que hi enllaça | Qm  |
| ---------------- | ---------------------- | ------------------------ | --- |
| CS-210           | Collada de Beixalís    | CS-310                   | 0   |
|                  | Vila                   |                          | 5,5 |
|                  | Encamp                 | CG-2                     | 7   |